# Prague 11
Prague 11, officiellement district municipal de Prague (Městská čast Praha 11), est une municipalité de second rang à Prague, en République tchèque. Le district administratif (správní obvod) du même nom comprend les arrondissements municipaux de Prague 11 et de Chodov, Háje et Roztyly.